# Фрішен Франц Іванович
Франц Іванович Фрішен (нім. Franz Frischen) — австрійський та нідерландський дипломат. Австрійський консул в Миколаєві (1891—1901), Нідерландський консул в Миколаєві (1900—1913). Голова правління Південноросійського товариства плавучих елеваторів, член арбітражної комісії Біржового комітету.

## Життєпис
У червні 1874 року прибув до Миколаєва як тимчасовий купець з річним терміном. Свою діяльність він розпочав з торгівлі металевими виробами, які були привезені з Німеччини. У листопаді 1874 року Фрішен відкрив експедиційну комісійно-агентурну контору, сприяв встановленню пільгових тарифів на перевезення вантажів до Миколаєва та через миколаївську митницю за кордон.
У 1875 році Франц Фрішен стає купцем другої гільдії, а у 1880-му році — першої гільдії. Тоді ж домігся прямого тарифу через Миколаїв між закордонними портами та станціями Єлисаветград, Кременчук, Полтава та Харків — за участі Амстердамського пароплавного товариства й Товариства «Томас Вільсон Лонс і К°» у Гуллі. Також він сприяв прямим поставкам через Кенігсберг за участі Східно-Прусської та Південно-Західної залізниць і станцій інших залізничних мереж.
У 1878—1879 рр. у Миколаївському комерційному порту замерзли іноземні пароплави. Фрішен вивів їх з порту за допомогою розпилювання криги й одразу звернувся з пропозицією до військового губернатора Миколи Аркаса надати дозвіл на організацію товариства з придбання криголаму. Проте, прохання було відхилене. Незабаром він налагодив вивіз зерна за кордон через Миколаївський порт, чим започаткував виробництво експортного товарного зерна в Україні, що у результаті змусило уряд ввести до обігу не залучені до обробки землі Херсонської губернії.
Восени 1879 р. Фрішен незаконно побудував дерев'яну пристань у Комерційному порту. У пояснювальній записці міському голові він пояснив, що пристань лише для проби, вона призначена для міста Вознесенська для підставки під дві пари рейок, якими будуть котитись вагонетки з вапном з берега на баржі. Пристань Фрішен зніс, але під тему домовився про оренду ще однієї ділянки поруч з пристанню.
У 1881 році він стає власником хлібо-експортної контори, почавши будівництво елеваторів і складських приміщень для збереження зерна, а також облаштування причалу комерційного морського порту. Підписавши угоду з Російським товариством пароплавства й торгівлі про будівництво двох резервуарів з трубопроводом до річки для безпосереднього перекачування гасу з пароплавів у резервуари, Фрішен у 1888 р. побудував наливні цистерни для гасу.
У 1891 році встановив у порту парові крани й облаштував плавучий кран. Цими засобами здійснювалося завантаження та розвантаження державних вантажів, які доправлялися до Владивостока для будівництва Сибірської залізниці.
У 1895 році придбав у власника Димова ділянку землі на так званій Поповій Балці, що розташовувалася за Каботажною гаванню у Миколаєві, та землю в міському районі «Ліски», Фрішен активно займався вирощуванням на цих землях бавовни. Того ж року за довіреністю новоствореного товариства миколаївський першої гільдії купець Фрішен уклав контракт з міською управою на оренду вільної землі Морського відомства терміном на 30 років, з метою збудування у Миколаєві корабельної верфі.
У 1897 році фірма Фрішена була перейменована у «Торговий дім Ф. Фрішена», що займалося комісійним продажем металів і виробів з них, цукру й інших товарів.
З 1902 р. «Торговий дім Фрішена» здійснював щорічний вивіз марганцевих і залізних руд через Миколаївський порт. Купець виступав експедитором і посередником між власниками місцевих рудників та іноземними покупцями. З того часу Франц Фрішен став монополістом з експорту за кордон, переважно до Німеччини, залізної, марганцевої й інших гірничозаводських руд, а також лісу.
4 листопада 1909 р. «Миколаївська газета» у статті «Бавовництво в Миколаєві» писала: «У Миколаєві експериментальні посіви
зроблені Торговим домом Ф. Фрішена. Три ділянки засіяні трьома сортами бавовни… Культура бавовни більш прибуткова, аніж культура
хлібу… Бавовна відрізняється особливою шовковистістю».
У 1913 році відкриває у Миколаєві контору Санкт-Петербурзького Міжнародного товариства завантажувальних засобів і складських приміщень і стає її директором-розпорядником. Проте, він раптом згортає добре налагоджений бізнес і від'їжджає до Німеччини. Після чого у періодичній пресі Миколаєва зустрічаються звинувачення у його шпигунстві.

## Сім'я
- Дружина — Анна Фрішен